# Jerboł Konyratow
Jerboł Azatbiekowicz Konyratow (ros. Ербол Азатбекович Коныратов; ur. 27 czerwca 1983) – kazachski zapaśnik w stylu klasycznym. Czterokrotny uczestnik mistrzostw świata, ósmy w 2006. Zajął dwunaste miejsce na igrzyskach azjatyckich w 2006. Złoto na mistrzostwach Azji w 2012, brąz w 2008 i 2013. Czwarty w Pucharze Świata w 2012; siódmy w 2013. Brąz uniwersjadzie w 2005 roku.